# ユリウス・コンスタンティウス
フラウィウス・ユリウス・コンスタンティウス（ラテン語: Flavius Julius Constantius, 337年9月没）はコンスタンティヌス朝の一族で、コンスタンティウス1世と皇后フラウィア・マクシミアナ・テオドラの息子であり、コンスタンティヌス大帝の異母弟、ユリアヌス帝の父である。

## 生涯

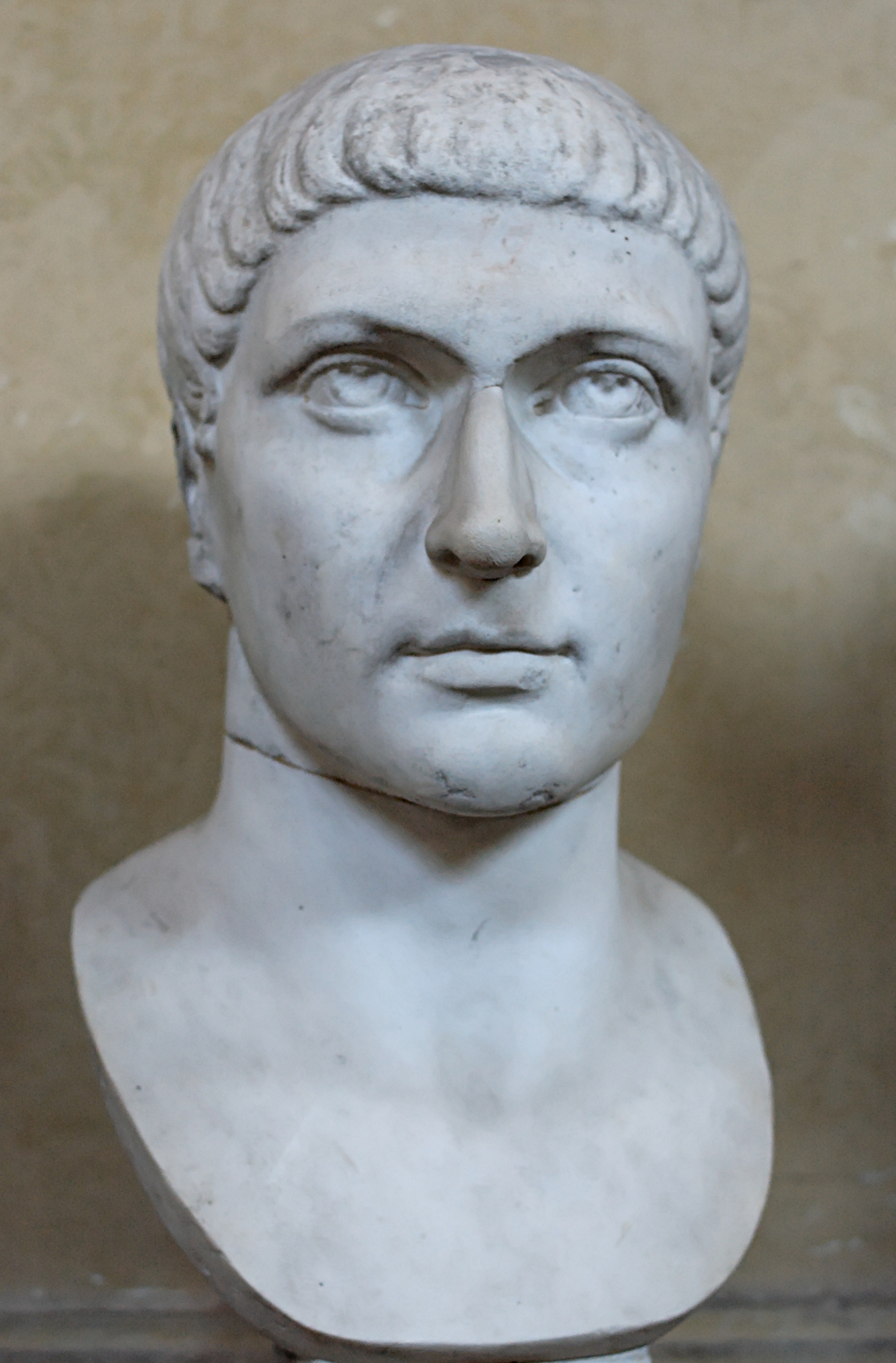
ユリウス・コンスタンティウスの異母兄コンスタンティヌス大帝

ユリウス・コンスタンティウスはコンスタンティウス1世と皇后フラウィア・マクシミアナ・テオドラの息子として生まれた。彼には2人の兄弟（ダルマティウスとハンニバリアヌス）および3人の姉妹（コンスタンティア、アナスタシア、エウトロピア）がいた。コンスタンティウス帝とヘレナの間に生まれた皇帝コンスタンティヌス1世は異母兄にあたる。
ユリウス・コンスタンティウスは2回結婚している。最初の妻ガッラは後に執政官を務めるウゥルカキウス・ルフィヌスおよびネラティウス・ケレアリスの姉または妹であり、彼女との間に2人の息子と1人の娘を設けた。名前の知られていない長男は337年、父と共に殺害される。次男ガッルスは後に従兄コンスタンティウス2世によって副帝に任命される。娘はコンスタンティウス2世の最初の妻となった。ユリウスとガッラにはもう1人娘がいたのではないかと考えられており、皇后ユスティナの母だったかもしれない。
ガッラの死後、ユリウス・コンスタンティウスはエジプト知事ユリウス・ユリアヌスの娘であるギリシア人女性バシリナと結婚する。バシリアとの間には後にユリアヌス帝となる息子が生まれたが、バシリナは夫より早く332年または333年に亡くなっている。
コンスタンティヌスの母ヘレナの意向に従い、ユリウス・コンスタンティウスは異母兄の宮廷には住まわず、ダルマティウスおよびハンニバリアヌスと共にトロサ、エトルリア（息子ガッルスの生地）、コリントスを転々とした 。ヘレナの死後ようやくコンスタンティノポリスに呼ばれ、同地でコンスタンティヌスと良好な関係を築いた。
コンスタンティヌスは異母弟を気に入り、彼にパトリキの称号を与え、335年にはケヨニウス・ルフィウス・アルビヌスと共に執政官へと任じている。しかし、337年にコンスタンティヌスが亡くなった後、コンスタンティウス2世は一族の男性を粛清するよう命じた。ユリウス・コンスタンティウスは長男と共に殺害され、財産は没収された。より幼い2人の息子は助命された。彼らはその後副帝および正帝の座に昇ることになる。

## 文献
- Burgess, R.W. (2008). “THE SUMMER OF BLOOD: The "Great Massacre" of 337 and the Promotion of the Sons of Constantine”. Dumbarton Oaks Papers 62:  5–51. JSTOR 20788042.
- Crawford, Peter (2016). Constantius II: Usurpers, Eunuchs, and the Antichrist. ISBN 978-1-78340-055-3
- Jones, A.H.M.; J.R. Martindale & J. Morris (1971). Prosopography of the Later Roman Empire. 1. Cambridge University Press. ISBN 0-521-07233-6

| 公職                                                               | 公職                                                       | 公職                                                         |
| ------------------------------------------------------------------ | ---------------------------------------------------------- | ------------------------------------------------------------ |
| 先代 フラウィウス・オプタトゥス アムニウス・アニキウス・パウリヌス | 執政官 335年 共同統治者 ケヨニウス・ルフィウス・アルビヌス | 次代 ウィリウス・ネポティアヌス テッティウス・ファクンドゥス |